# FK Ataka Minsk
FK Ataka Minsk (Wit-Russisch: ФК Атака Мінск) was een Wit-Russische voetbalclub uit de hoofdstad Minsk.

## Geschiedenis
De club werd opgericht in 1986 als Ataka-407 Minsk. Na de Wit-Russische onafhankelijkheid begon de club in de derde klasse te spelen. In 1993 werd de naam gewijzigd in Ataka-Awra Minsk. Na een tweede plaats in 1994 promoveerde de club naar de Persjaja Liha en werd daar ook tweede waardoor ze een tweede keer op rij promoveerden. 
In de herfst van 1995 was er een kampioenschap met enkel een terugronde omdat er verwisseld werd van herfst-lente naar lente-herfst. De club werd vierde in het korte kampioenschap en mocht zo deelnemen aan de Intertoto Cup. Het volgende seizoen werd de club zesde. In 1997 werd de naam gewijzigd in FK Ataka Minsk. Na een twaalfde plaats dat jaar trok de club zich terug uit de competitie en werd opgeheven. Ze namen in 1998 wel nog deel aan de beker.

## Ataka-Awra in Europa
- Groep = groepsfase

| Seizoen | Competitie    | Ronde | Land                 | Club             | Score |
| ------- | ------------- | ----- | -------------------- | ---------------- | ----- |
| 1996    | Intertoto Cup | Groep | Vlag van Rusland     | Rotor Volgograd  | 0-4   |
|         |               | Groep | Vlag van Oekraïne    | Sjachtar Donetsk | 2-1   |
|         |               | Groep | Vlag van Turkije     | Antalyaspor      | 0-3   |
|         |               | Groep | Vlag van Zwitserland | FC Basel         | 0-5   |

Zie ook Deelnemers UEFA-toernooien Wit-Rusland